# Казімєж Рачинський
Казімєж Ян Непомуцен Рачинський гербу Наленч (нар. 2 березня 1739, Войновиці — пом. 25 листопада 1824) — військовий і державний діяч Королівства Польського та Речі Посполитої, генерал війська польського (1768), писар великий коронний (1768—1776), маршалок надвірний коронний (1783—1793), консул і маршалок (1782—1784) Постійної Ради, член Комісії поліції обох народів (1792); староста чарненський(1764—1765), червоногродський (?1761—1772), зельґнєвський (бл. 1765—1772), староста генеральний Великопольщі (1778—1793).

## Життєпис
Народився Казімєж 2 березня 1739 року в Войновицях, у сім'ї Віктора Рачинського (1698—1764) та Маґдалени з Дзялинських (1719—1743). Мав брата та двох сестер. Був названий на честь діда, воєводи каліського і познанського Міхала Казімєжа Рачинського.
Казімєж отримав гарну початкову домашню освіту, потім навчався в Академії Любранського в Познані (1756). Короткий час він, імовірно, також навчався в Collegium Nobilium піарів у Варшаві.
1760 року був обраний комісаром на Коронний Скарбовий трибунал у Радомі від Каліського та Познанського воєводств. У травні 1761 року, як делегат трибуналу до Августа III, перебував у Варшаві. Ймовірно, що вже тоді отримав староство червоногродське на Поділлі.
Політичну кар'єру Рачинський розпочав під час виборів короля 1764 року як прихильник майбутнього монарха Станіслава Августа Понятовського. Цього року він був обраний маршалком конфедерації Великопольських воєводств у конфедерації Чарторийських і послом на конвокаційний сейм року від Познанського воєводства. Від цього ж воєводства був електором короля Станіслава Августа, пізніше обирався послом на тогорічний коронаційний сейм. Тоді ж став старостою гаммерштинським (чарненським). 1765 року король відзначив його орденом Святого Станіслава. Того ж року Рачинський відступив староство чарненське Александру Унругу, проте, ймовірно, тоді ж отримав староство зельґнєвське.
Був послом Познанського та Каліського воєводств на сейм 1767 року. У додатку до телеграми від 2 жовтня 1767 року президенту Колегії закордонних справ Російської імперії Нікітє Паніну російський посол Ніколай Рєпнін назвав його послом, відповідальним за реалізацію російських планів на цьому сеймі.
8 березня 1768 року Казімєж Рачинський був призначений на посаду писаря великого коронного, перебував на ній до 20 квітня 1776 року. Паралельно він розвивав також свою військову кар'єру. Від звання ротмістра він у цьому ж році був підвищений до генерала коронного війська.
Після захоплення Познані російськими військами 20 березня 1770 року, в місті почала організовуватися група шляхти, яка представляла прокоролівські та проросійські кола. Її очолювали Юзеф Клеменс Мєльжинський, Казімєж Рачинський, брати Владислав і Александр Ґуровські. Командувач російськими військами Карл Ґустав фон Рьонне скликав з’їзд великопольської шляхти 10 травня 1770 року, який мав засудити Барську конфедерацію та закликати до виходу з неї представників великопольської шляхти. Однак ця спроба створити сильну опозицію конфедерації провалилася.
Рачинський був обраний послом на Розділовий сейм 1773—1775 років від Познанського воєводства. 16 квітня 1773 року він став членом проросійської конфедерації Адама Понінського. Під час сейму увійшов до складу делегації, обраної під тиском дипломатів Королівства Пруссії, Габсбурзької монархії та Російської імперії, яка мала виконати перший поділ Речі Посполитої на їхню користь. 18 вересня того ж року підписав трактати віддання в цесію Річчю Посполитою земель, загарбаних трьома вищевказаними державами, чим юридично закріпився перший поділ.
1774 року Казімєж Рачинський був нагороджений орденом Білого Орла, пізніше був також нагороджений володарями Пруссії та Росії орденами Червоного (1802) та Чорного орла (1804) й Святого Олександра Невського (1804) відповідно.
Рачинський був послом від Познанського воєводства на сейм 1776 року, приєднався до конфедерації Анджея Мокроновського. Цього ж року підтвердив отримання від росіян 750 червоних злотих, що становило половину річної платні в 1500 червоних злотих, яку йому виплачували з каси російського посольства до кінця місії російського посла Отто Магнуса фон Штакельберга.
Наприкінці 1778 року Казімєж Рачинський став генералом (генеральним старостою) Великопольським, останнім в історії обіймав цей уряд. 23 листопада цього ж року король створив Познанську Комісію доброго порядку, яку очолив генеральний староста Рачинський. Її діяльність вважалася зразковою, отримала гарячу підтримку міщан та особисту підтримку Станіслава Августа, який вклав власні кошти на її діяльність. Постійна рада наказала надрукувати закони Познанської комісії як зразки для інших органів цього типу.

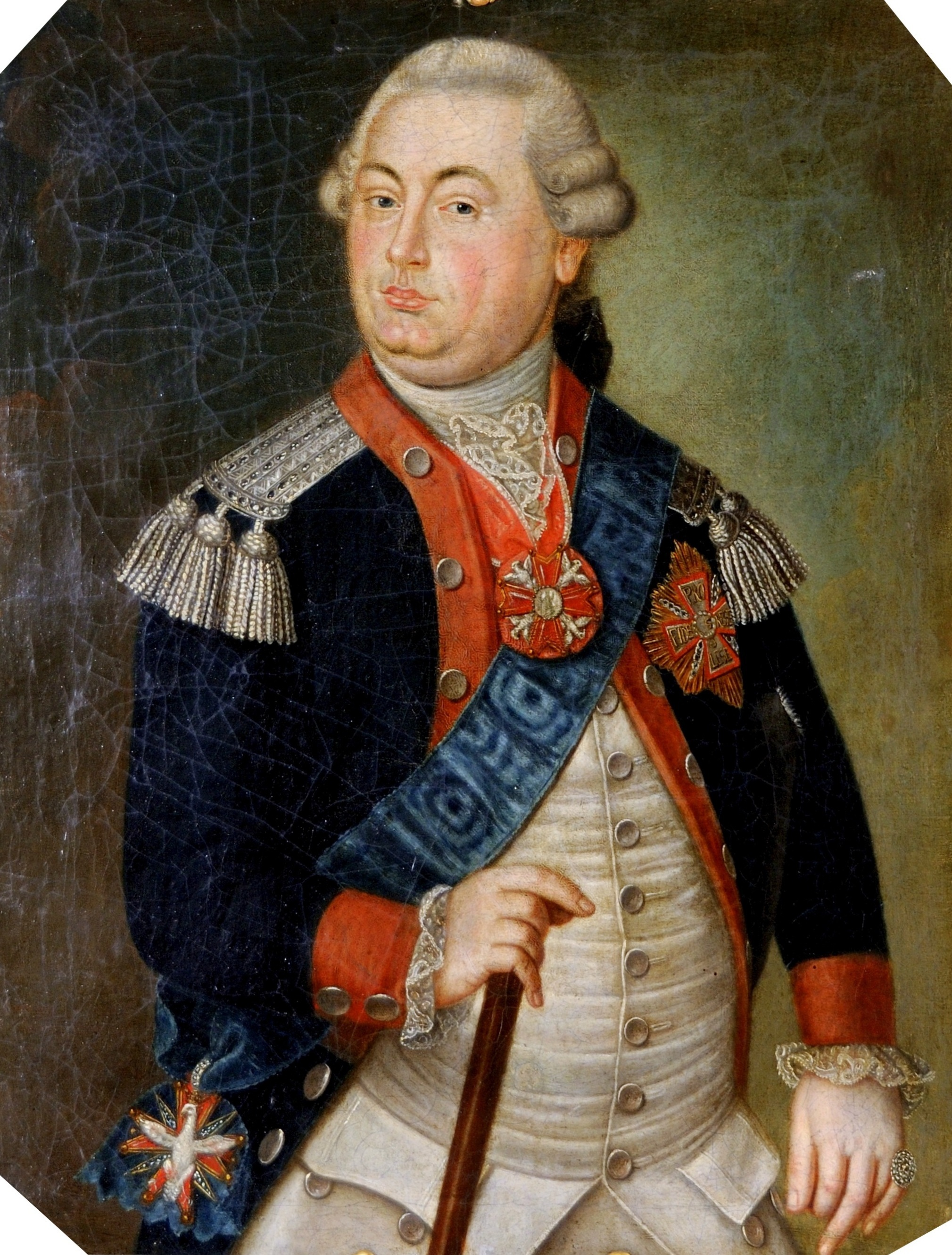
Портрет Казімєжа Рачинського бл. 1783 року

З 1780 року Казімєж Рачинський став консулом Постійної Ради. Протягом 1780—1784 та 1786—1788 років був її членом, у 1782—1784 роках був її маршалком. 1783 року став членом Департаменту іноземних справ цієї ради, протягом 1786—1788 років очолював її Департамент поліції, був консулом цього Департаменту. Протягом 1783—1793 років обіймав також посаду маршалка надвірного коронного.
 
Рачинський був членом конфедерації Чотирирічного сейму (1788—1792). 1792 року був членом Комісії поліції обох народів. Виступав проти реформ Чотирирічного сейму. Зокрема, він згадувався в списку послів і сенаторів, складеному російським послом Яковом Булгаковим 1792 року, на яких росіяни могли розраховувати як на противників конфедерації та Конституції 3 травня.
Був консулом генеральної коронної конфедерації в Тарговицькій конфедерації, послом на Гродненський Сейм (1793).
30 січня 1793 року прусські війська під командуванням генерала фон Мьолендорфа підійшли до Познані. Полк, що становив гарнізон міста, під командуванням Казімєжа Рачинського, зіткнувшись з перевагою ворога, залишив місто та відступив до Курніка — 31 січня місто було зайняте без бою.
Зранку 17 квітня 1794 року, коли вибухнуло Варшавське повстання, Казімєж Рачинський залишив це місто, ймовірно уникнувши таким чином страти. Після третього поділу Речі посполитої він припинив публічну діяльність.
Протягом 1797—1804 років очолював Комісію Банкову, створену з метою ліквідації польської банківської діяльності.

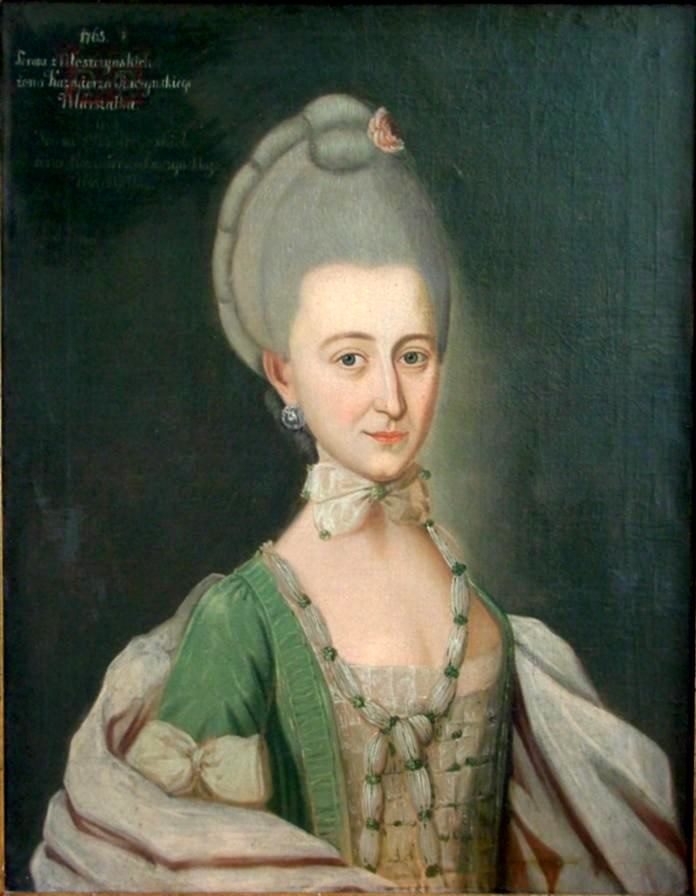
Портрет Терези з Мощенських Рачинської

6 липня 1798 року отримав прусський графський титул.

Графський герб Рачинський

Рачинський працював над зібранням великопольських документів, яке було видане його онуком Едвардом 1840 року як Кодекс дипломатичний Великої Польщі.
Помер Казімєж Рачинський 25 листопада 1824 року у Варшаві. Був похований у Вожніках, після чого труну перенесено до родинного мавзолею в Роґаліні.

## Сім'я
1761 року Казімєж Рачинський одружився з Терезою з Мощенських (1745—1818), донькою каштеляна сантоцького Стефана Домініка Мощенського. Подружжя мало 2-х доньок:
- Маґдалену Марію (1765—1847) — дружину Міхала Любомирського.
- Міхаліну Марію (1768—1790) — дружину Філіпа Рачинського[pl][31].

## Маєтності та фундації
1760 року Казімєж Рачинський отримав від батька досить великий маєток. Здебільшого він знаходився у Познанському воєводстві (Войновиці, Лаґви, Козлово). Дружина принесла як посаг три села у Накельському повіті й одне село в Краківському воєводстві. 1768 року Рачинський придбав Роґалін і Шьвйонтники під Познанню. 1778 року викупив у австрійської влади своє колишнє староство червоногродське за 140 000 злотих. Після 1785 року придбав маєтності радзимінські (бл. 15 населених пунктів) у Чарторийських, а 1789 року маєток Чарноляс (5 сіл) у Радомському повіті за 200 000 злотих. Володів також селами в Підляському повіті. 1818 року вартість його маєтностей складала близько 6 400 000 злотих..
На межі XVIII і XIX століть він збудував бароково-класицистичний палац у Роґаліні з рококовим садом у французькому стилі, а також каплицею (1817—1820), у підземеллях якої знаходиться мавзолей роду Рачинських. У палаці зібрав бібліотеку, яка дала початок Бібліотеці Рачинських у Познані.
1786 року власником Палацу Рачинських у Варшаві став генерал Філіп Нереуш Рачинський, який 1787 року передав його своєму тестеві Казімєжові Рачинському. Останній того ж року розпочав перебудову будівлі у стилі класицизму за проєктом, який приписують Йогану Християну Камзецеру чи Станіславу Завадському.

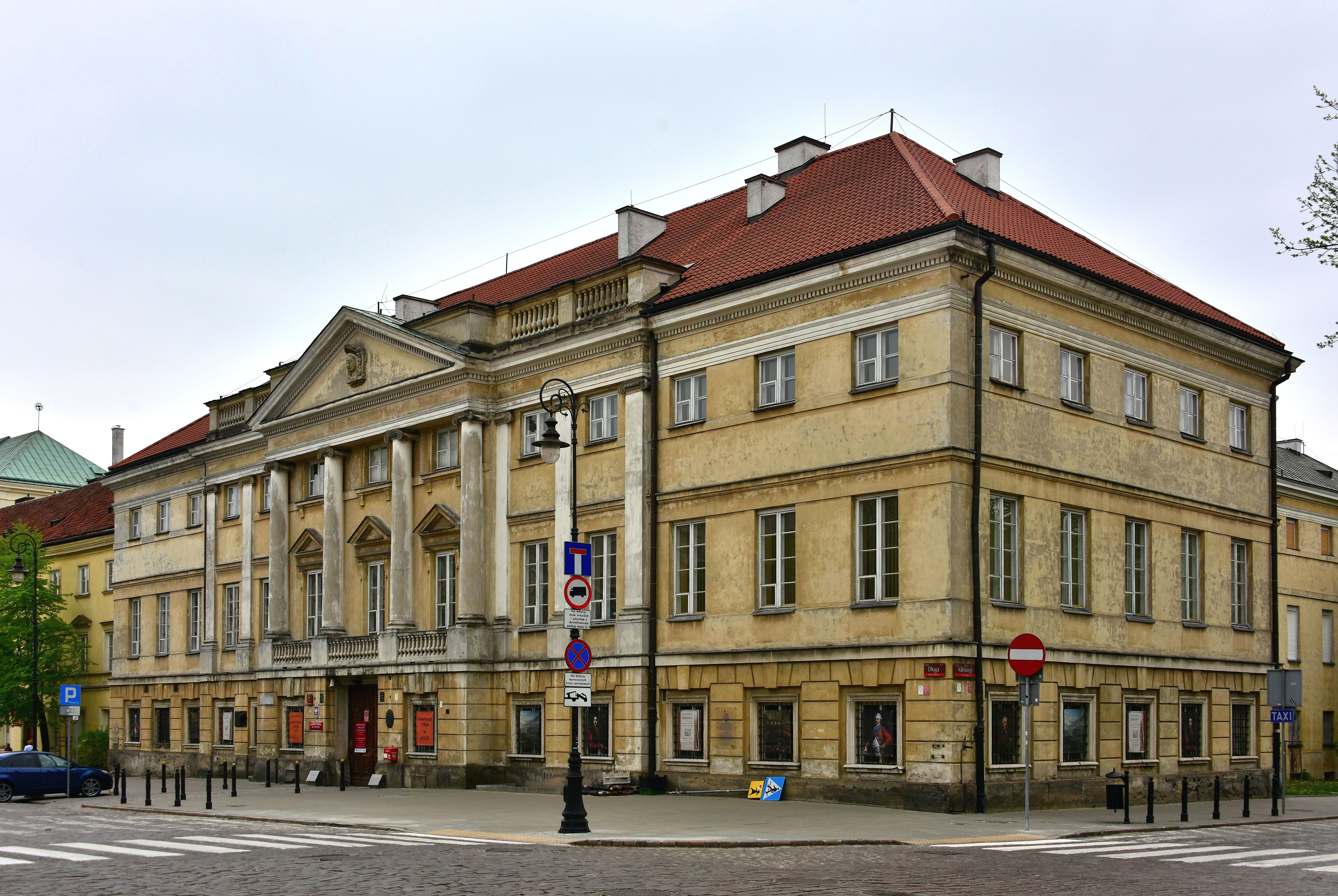
Палац Рачинських у Варшаві
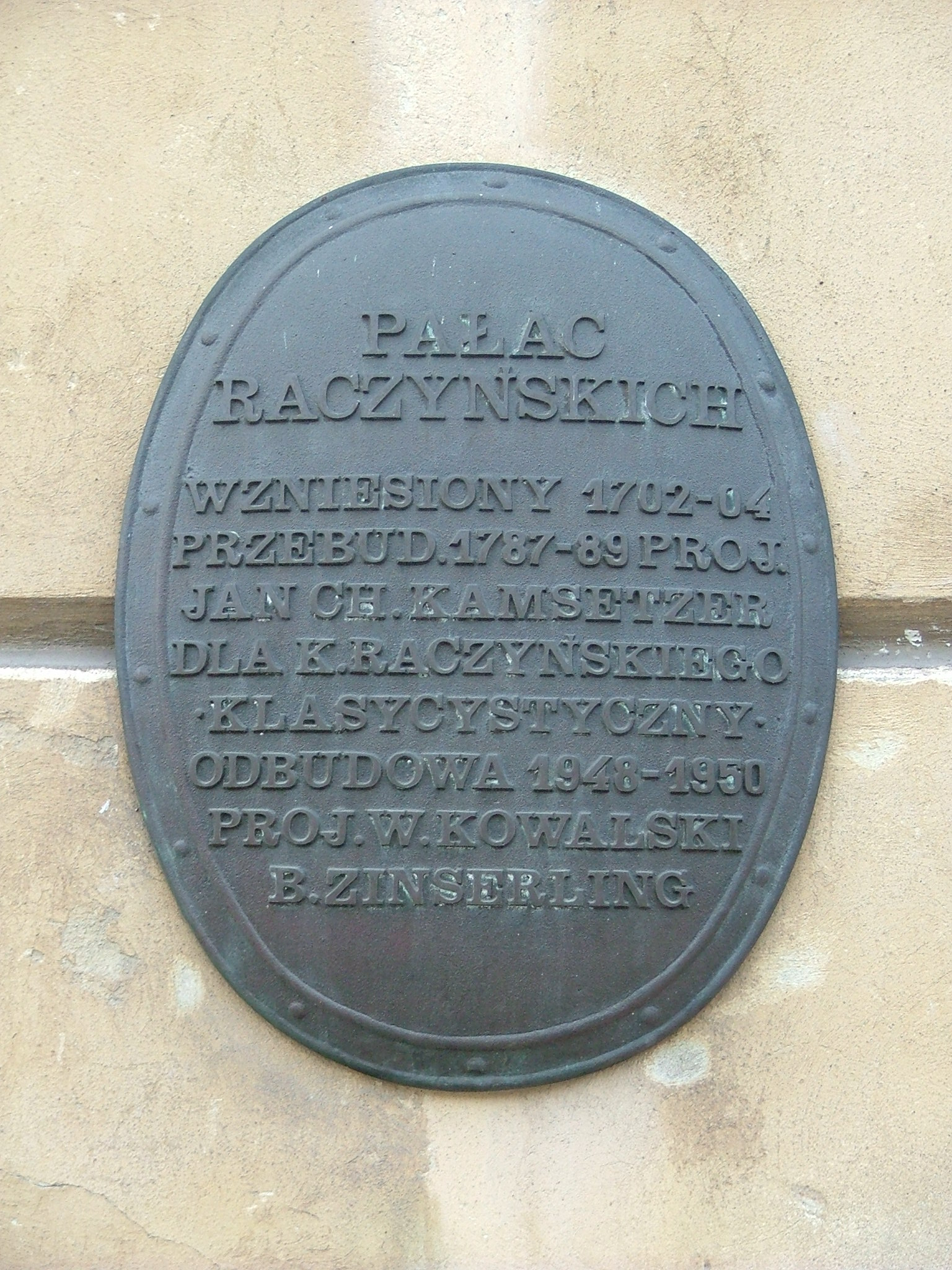
Пам’ятна дошка про побудову палацу
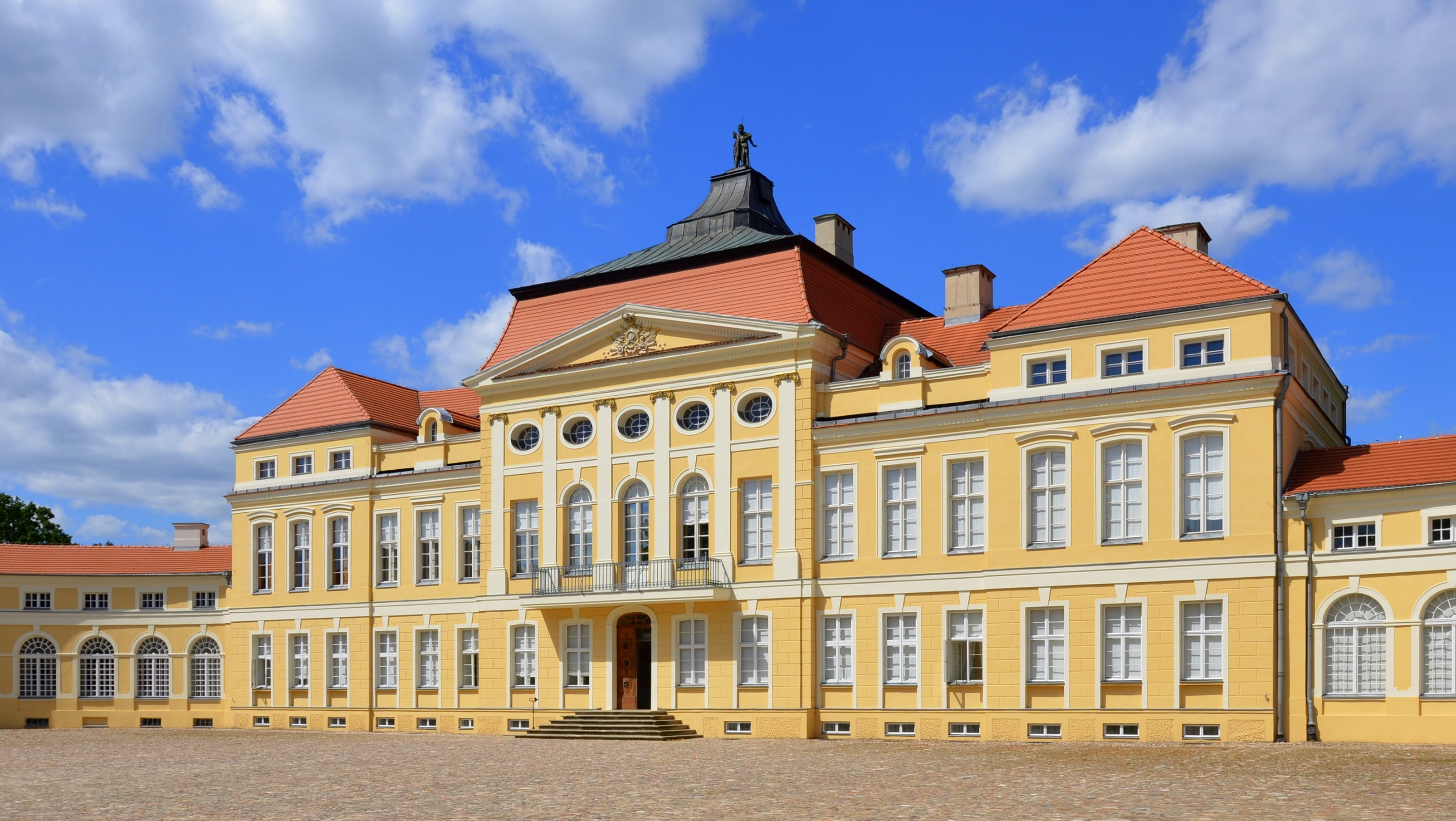
Фасад палацу в Роґаліні
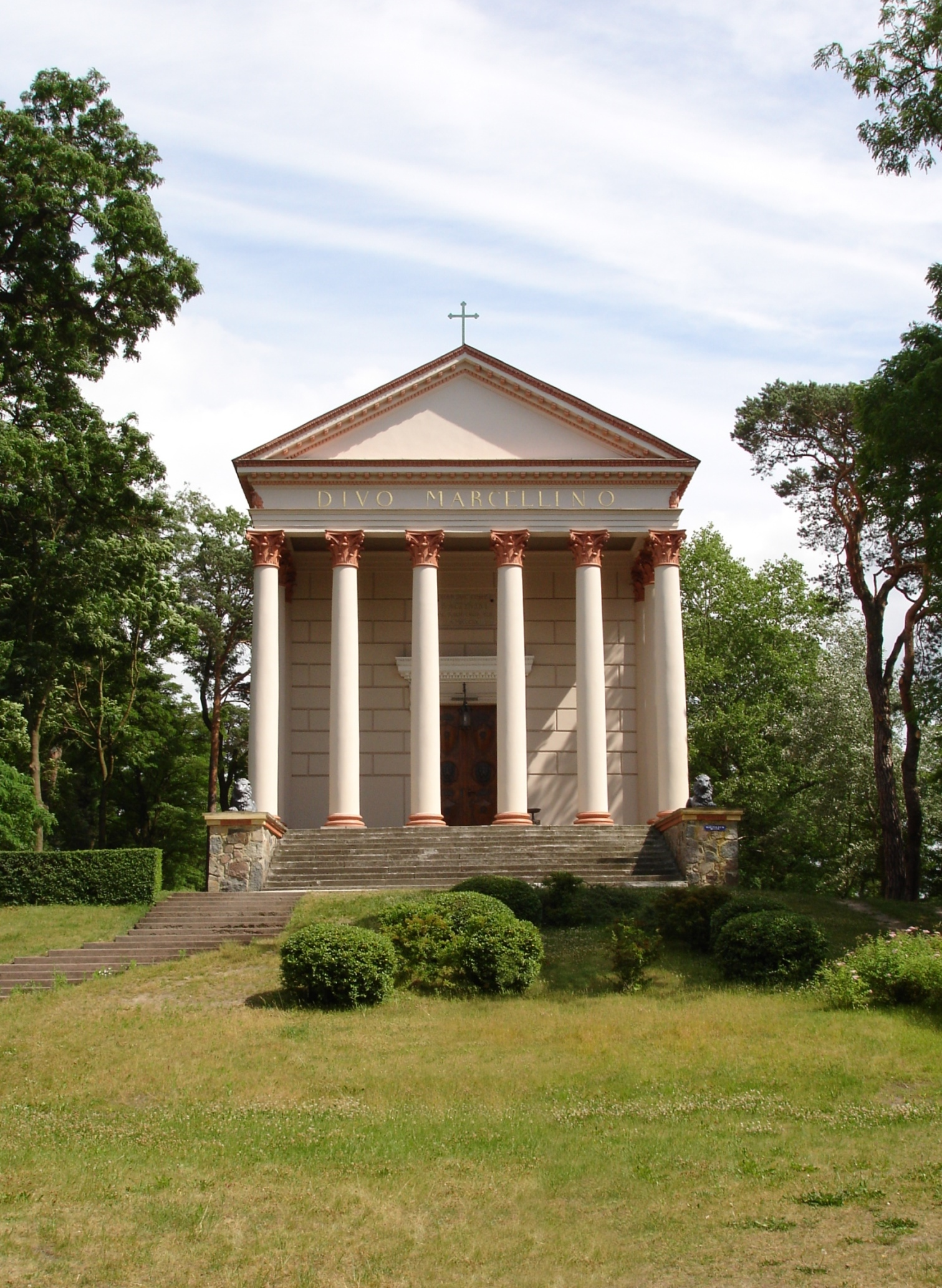
Мавзолей Рачинських

Окрім вищевказаних Рачинський також володів палацом у Радзиміні, збудував також модринову садибу в Чарнолясі. Перед 1781 роком він володів також помістям на Гроблі в Познані.
Казімєж Рачинський був шанувальником архітектури. Як голова познанської Комісії доброго порядку, він долучився до розвитку міста. 1783 року за його ініціативи був відбудований Познанський королівський замок, зокрема — збудована будівля архіву з використанням стін одного з сегментів XVI століття; він також зумовив реставрацію познанської ратуші зі встановленням на її вежі нового класицистичного купола, долучився до фінансування побудови гауптвахти (1783—1787), нової Вронєцьку браму (бл. 1786).

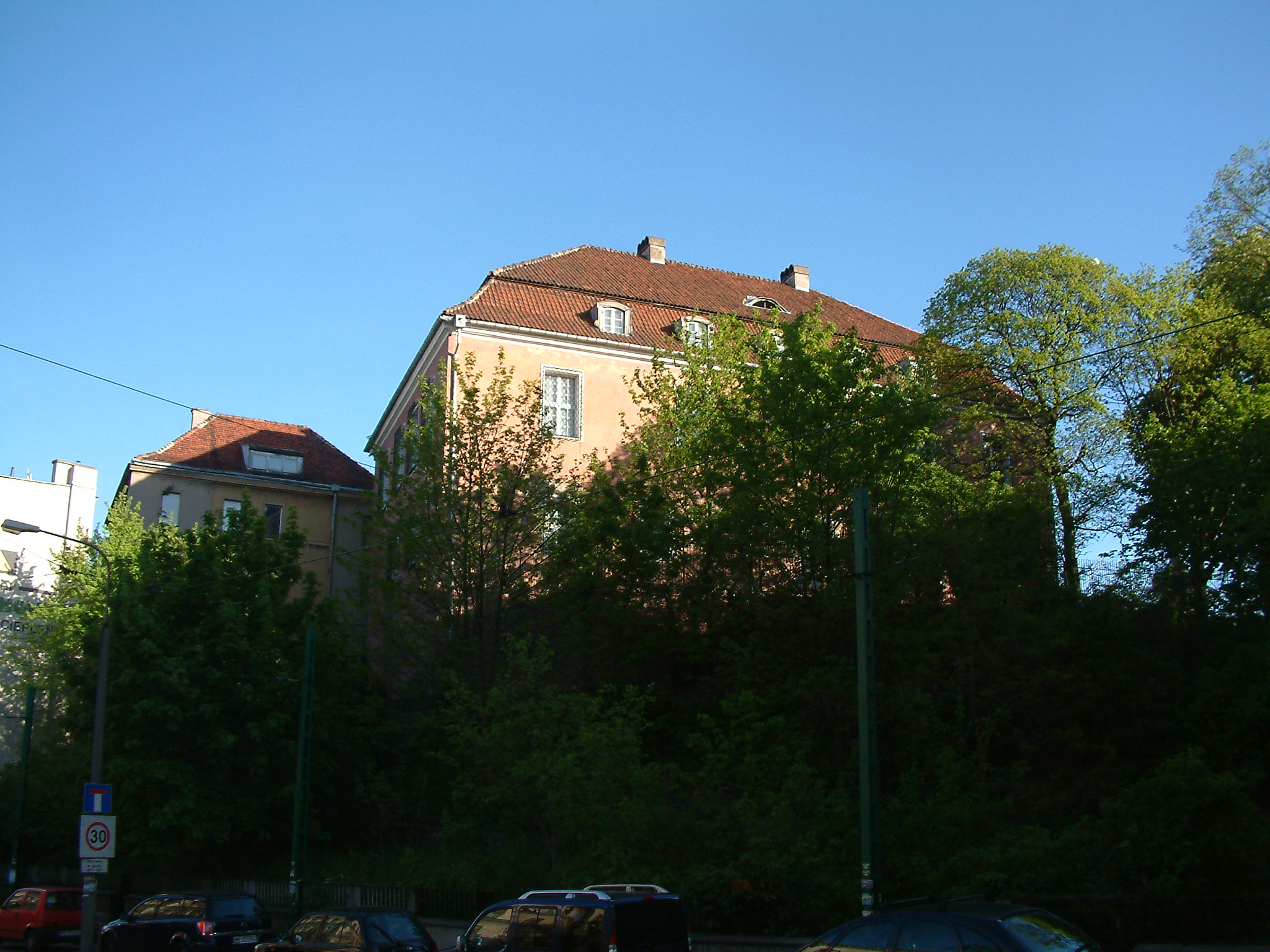
"Будинок Рачинського" в Познанському королівському замку
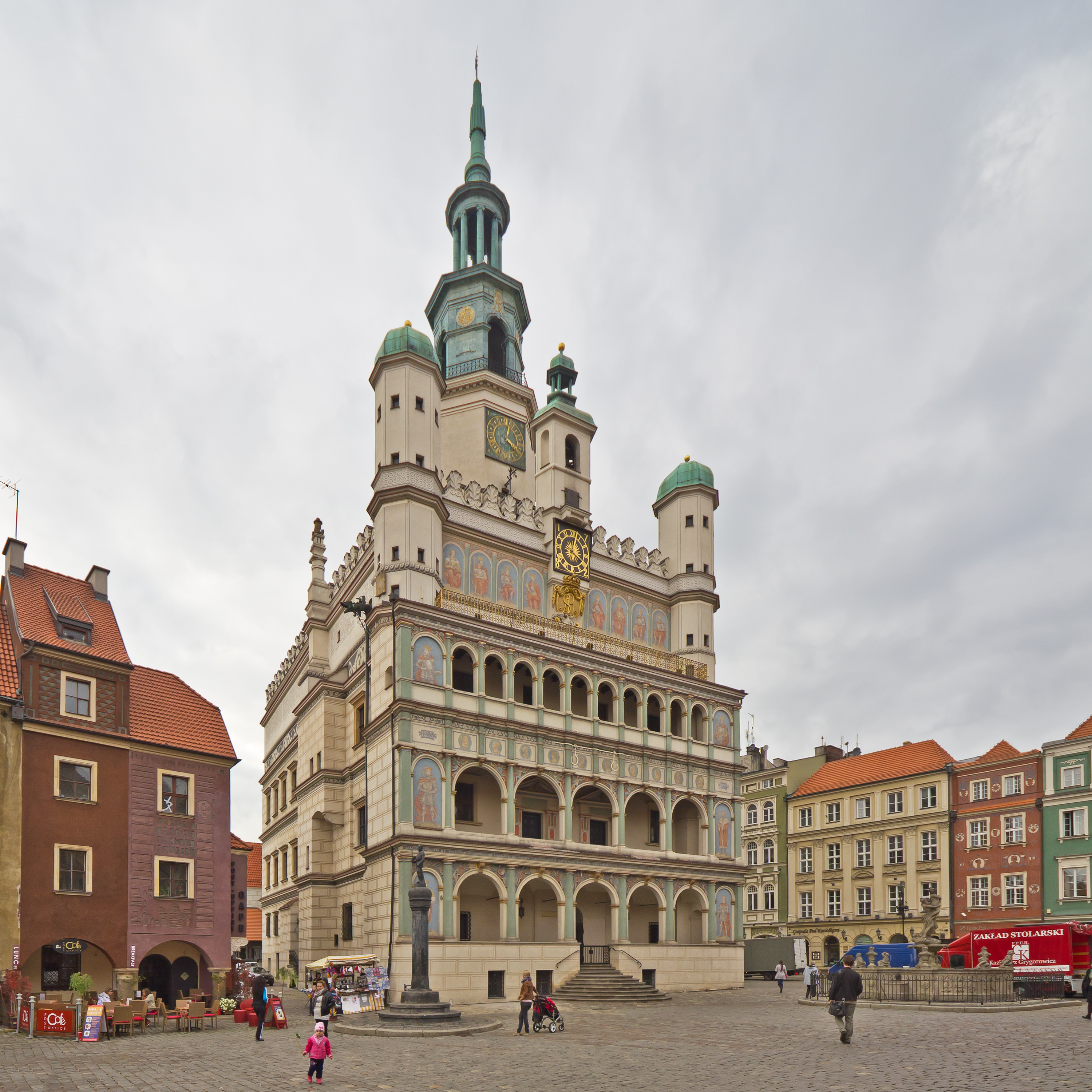
Познанська ратуша
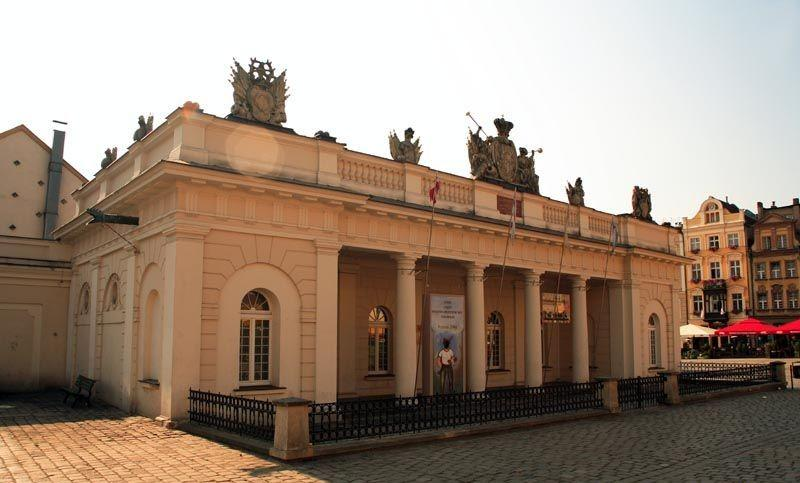
Будівля гауптвахти в Познані
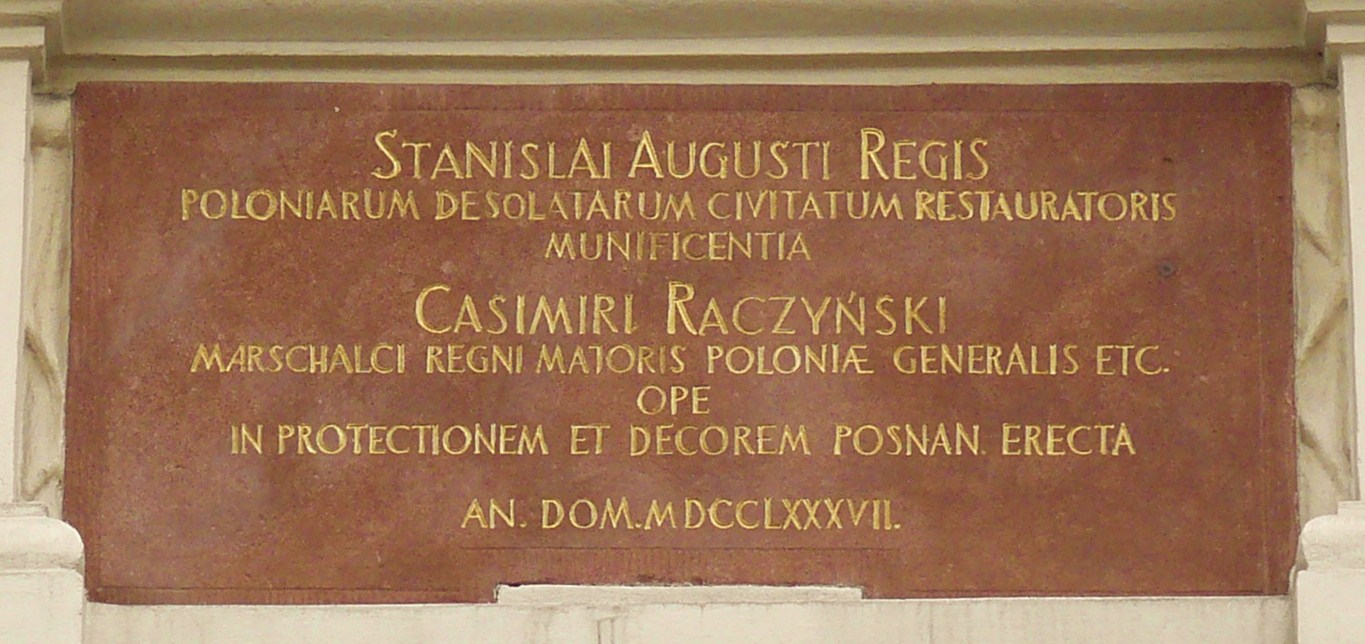
Табличка з написом над головним входом до гауптвахти
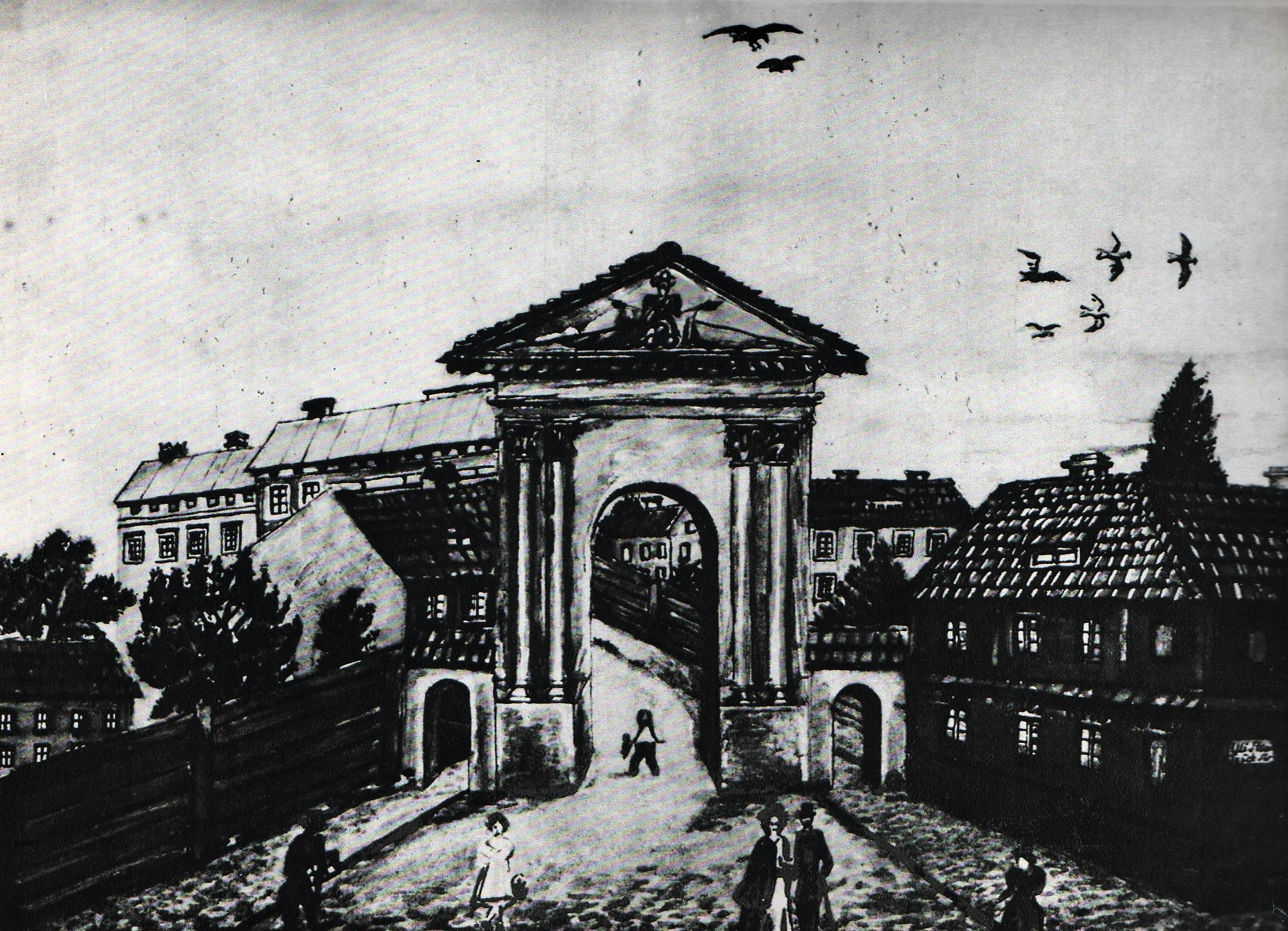
Загальний вигляд Вронєцької брами, збудованої Рачинським